# 恩格贝镇
恩格贝镇是中华人民共和国内蒙古自治区鄂尔多斯市达拉特旗下辖的一个镇。

## 行政区划
恩格贝镇下辖以下村级行政区划单位：
新圪旦村、乌兰村、北海村、柳子圪旦村、蒲圪卜村、武大仓村、黄母哈日村、牛场梁村、茶窑沟村、元宝湾村、查干沟村、呼斯图梁村、哈拉亥图村、耳字沟村和补录梁村。